# Lardaro
Lardaro es una localidad y comune italiana de la provincia de Trento, región de Trentino-Alto Adigio, con 176 habitantes.

## Evolución demográfica
| Gráfica de evolución demográfica de Lardaro entre 1861 y 2008 |
|                                                               |
| Fuente ISTAT - elaboración gráfica de Wikipedia               |